# Samtgemeinde Lengerich
Samtgemeinde Lengerich is een Samtgemeinde in het zuidoosten van de Landkreis Emsland in de deelstaat Nedersaksen.

## Deelgemeenten en inwoners
De Samtgemeinde Lengerich bestaat uit zes deelgemeenten (Mitgliedsgemeinden):
(inwoners 31 december 2019)
|  | 1. Bawinkel (2.481) 2. Gersten (1.225) 3. Handrup (818) 4. Langen (1.459) 5. Lengerich (Emsland) (2.713); zetel van het bestuur der Samtgemeinde Lengerich 6. Wettrup (533) |

Totaal aantal inwoners van de Samtgemeinde: 9.229.

### Gemeentewapens

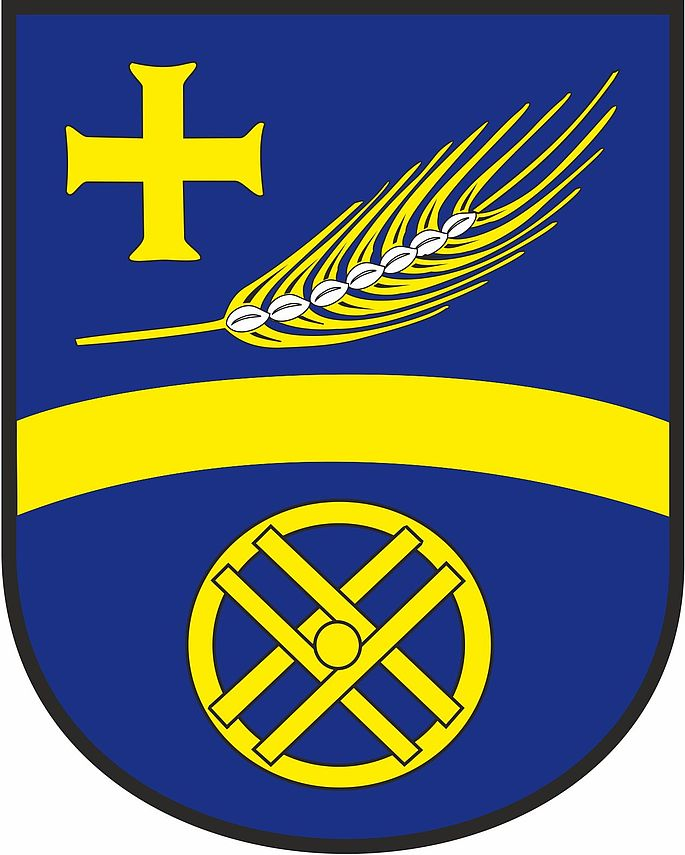
Wapen van Lengerich (Emsland)
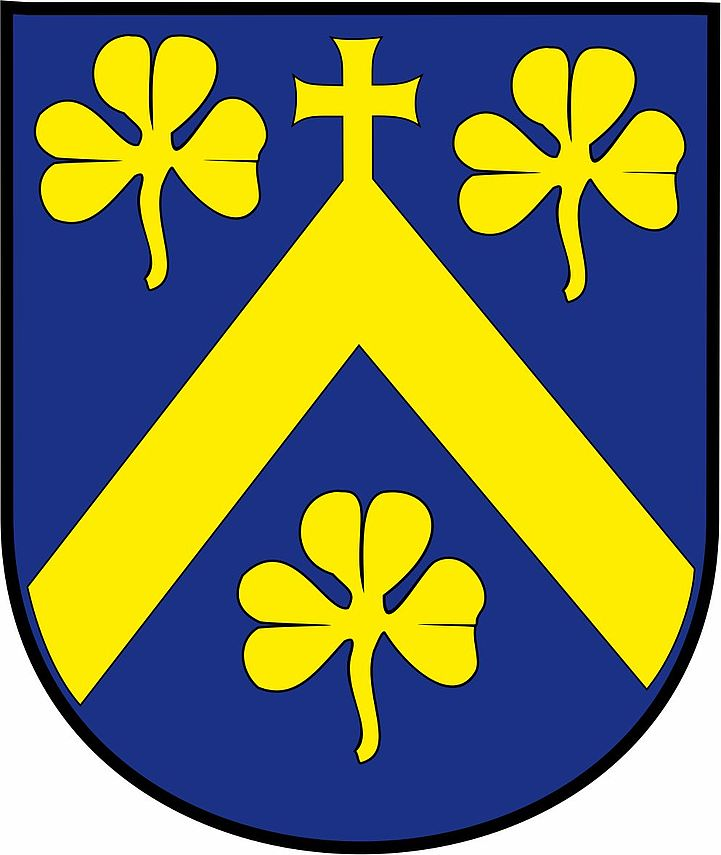
Wapen Bawinkel
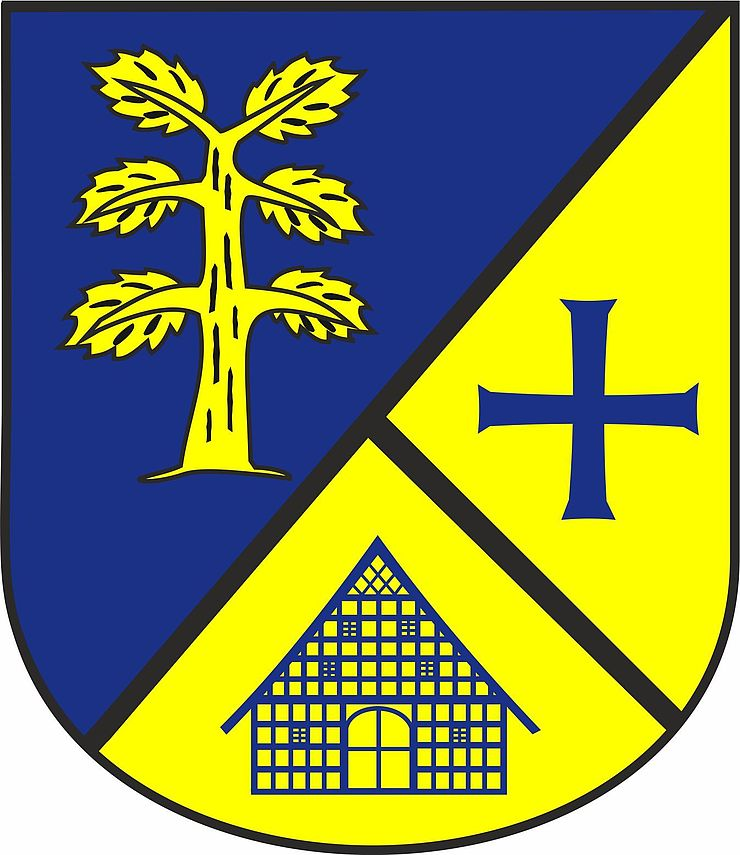
Wapen Gersten
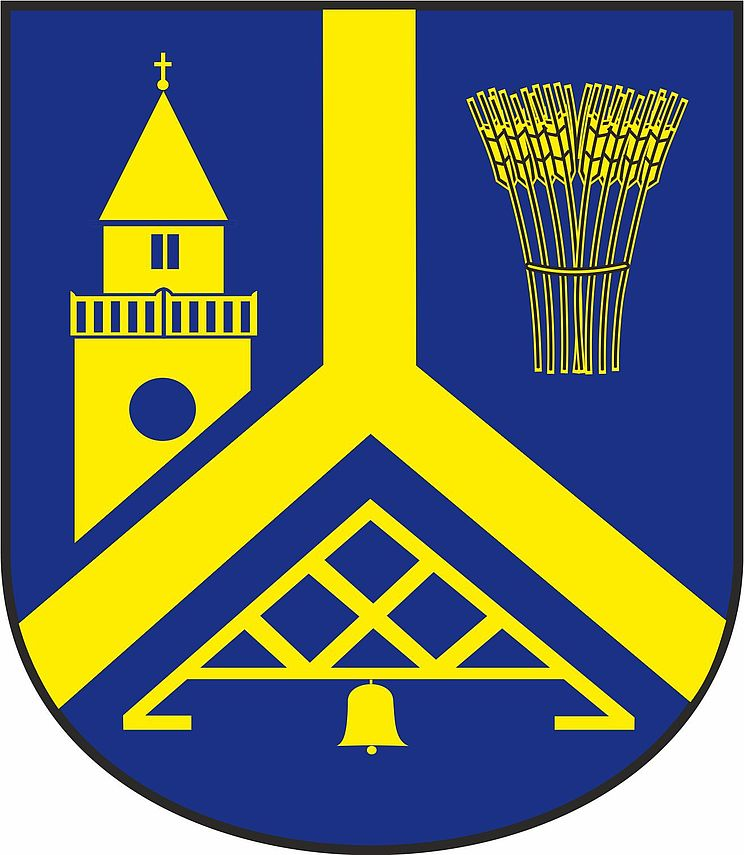
Wapen Handrup
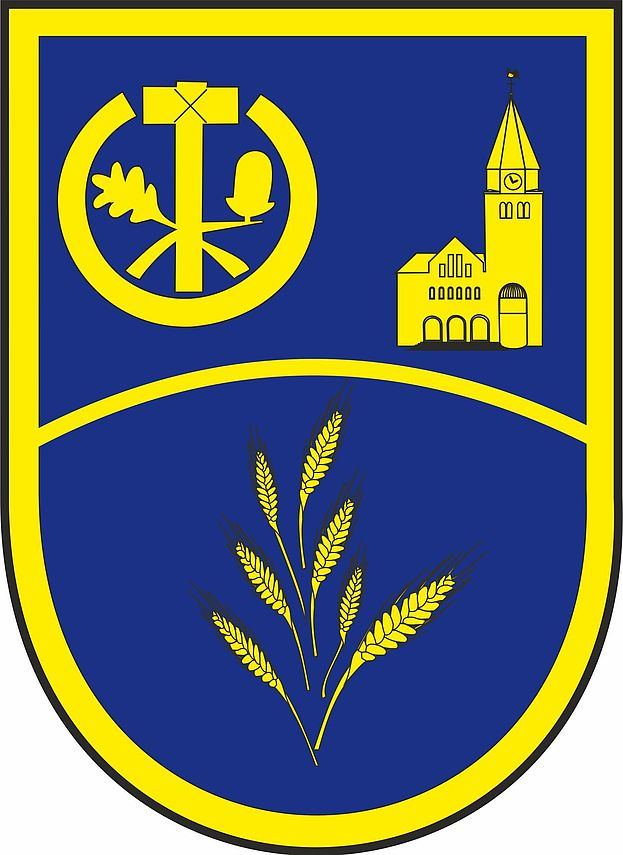
Wapen Langen
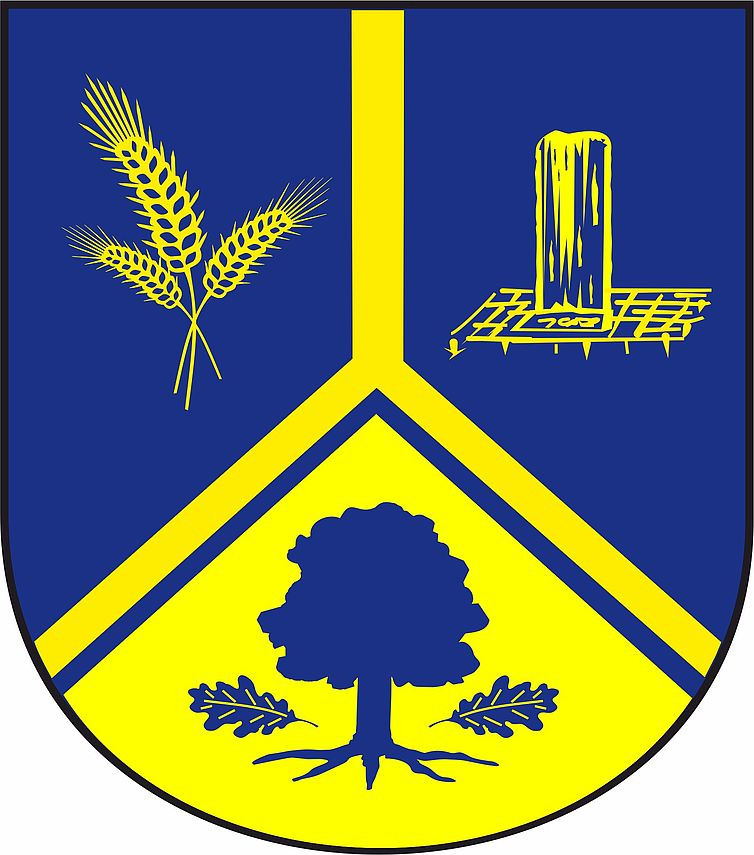
Wapen Wettrup

## Ligging, verkeer, vervoer

### Buurgemeentes
In het noorden grenst de Samtgemeinde Lengerich aan de gemeente Geeste, de stad Haselünne en aan de Samtgemeinde Herzlake, in het oosten aan de Samtgemeinde Fürstenau in het Landkreis Osnabrück, in het zuiden aan de Samtgemeinde Freren en in het westen aan de stad Lingen.

### Wegverkeer
In het oostelijk deel van de gemeente, tussen Handrup en Wettrup, loopt de Bundesstraße 214 (Haselünne - Fürstenau).
Vanuit Lengerich kan men via een ca. 6,5 km lang binnenweggetje in Freren komen, vanwaar men ofwel 27 km over diverse wegen zuidwaarts nabij Rheine de Autobahn A30 Amsterdam-Berlijn bereikt, ofwel via de B214 westwaarts na ca. 15 km de stad Lingen bereikt.

### Openbaar vervoer
Openbaar vervoer van, naar en binnen de Samtgemeinde Lengerich is zeer beperkt. Er rijden nagenoeg alleen tijdens de ochtend- en avondspits scholierenbussen naar en van Lingen, waar het dichtstbijzijnde station is, waar passagierstreinen stoppen. Men propageert sterk om, als dat mogelijk is, per fiets van en naar school, studie of werk te reizen.

## Economie
Lengerich im Emsland en omgeving is sterk agrarisch van karakter; de gemeente heeft een traditie van akkerbouw. 
De meeste dorpen hebben een bedrijventerrein voor, deels aan de landbouw gelieerd, midden- en kleinbedrijf.
Het natuurschoon in de omgeving heeft ook enig (bescheiden) toerisme doen ontstaan.
In de gemeente komen in toenemende mate woonforensen wonen, mensen die een werkkring hebben in een grotere stad in de omgeving.

## Geschiedenis
Blijkens de aanwezigheid van een hunebed bij Langen, werd het gebied van de huidige Samtgemeinde in de Jonge Steentijd al bewoond door dragers van de Trechterbekercultuur (3200-2500 v.C.).
In 1847 is ca. 1,5 km ten zuiden van Lengerich onder een hoop stenen een (mogelijk door Germanen geroofde, of als krijgsbuit verkregen, en daarna verborgen) goudschat ontdekt. Een deel daarvan werd omgesmolten, maar de pastoor van het naburige Freren slaagde erin, een groot deel van de vondst voor het nageslacht te behouden. De schat bestaat uit gouden sieraden en uit gouden en zilveren munten uit de Romeinse tijd (2e - 4e eeuw n.C.). De schat behoort tot de collectie van het Landesmuseum Hannover.
Lengerich wordt al rond het jaar 1000 genoemd. Hierbij staat Lengerich bekend als "Lengerich an der Wallage".
Ook uit de vroege middeleeuwen zijn beschrijvingen bekend over de Parochie Lengerich met de bijbehorende gemeentes Lengerich, Langen, Gersten, Handrup en Weltrup.
De gemeente behoorde van de Middeleeuwen  tot aan de Napoleontische tijd tot 1597, en vanaf 1702 wederom, tot het machtsgebied van het Prinsbisdom Münster of het Prinsbisdom Osnabrück, waardoor de invloed van de Reformatie in de 16e eeuw beperkt bleef. De meerderheid van de christenen in de Samtgemeinde is tot op de huidige dag rooms-katholiek.
In de periode 1597-1702 maakte Lengerich echter deel uit van het Graafschap Lingen en daarmee de facto enige tijd zelfs van Nederland. Met name het dorp Lengerich heeft daardoor vanaf 1648 tot op de huidige dag nog een relatief grote evangelisch-reformierte (calvinistische) kerkgemeente.

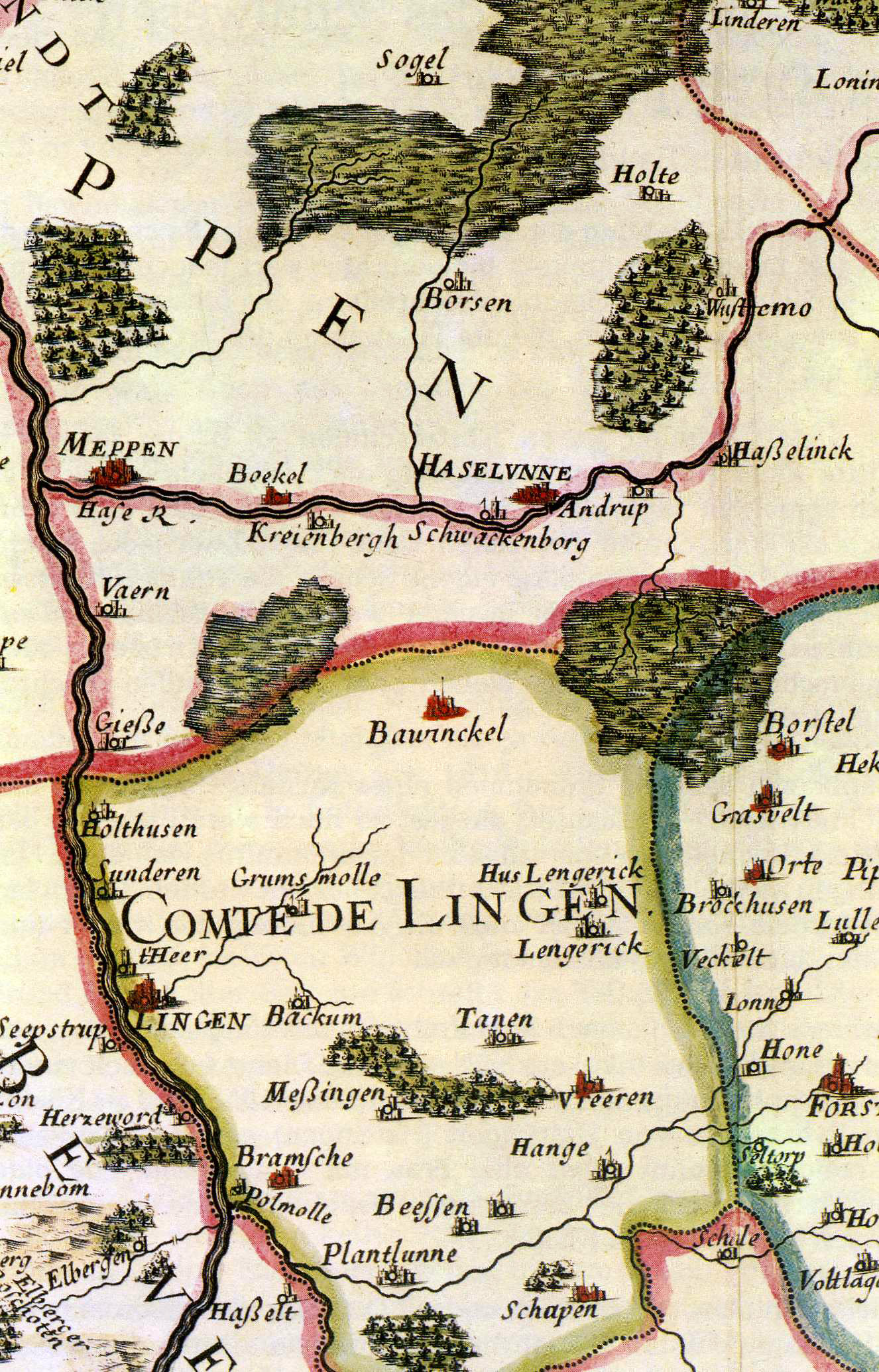
Kaart uit 1673 van Graafschap Lingen met o.a. Bawinkel en Lengerich (rechts)

De Priestercongregatie van het Heilig Hart van Jezus liet in 1927 een grote kerk, gewijd aan het Heilig Hart van Jezus,  met kloostergebouw en jongensinternaat bouwen te Handrup. Jongemannen, die rooms-katholiek priester wilden worden, konden van 1923 tot rond 1960 verder studeren aan een priesterseminarie van dezelfde orde, maar moesten daarvoor naar Nederland. De school, die in de nazi-tijd van 1939-1946 gesloten was, en waar pas vanaf 1971 meisjes naar school mochten gaan, is intussen een "normaal", maar sterk  katholiek georiënteerd streekgymnasium (Leoninum), met een leerplan, dat met een VWO-school in Nederland vergelijkbaar is. De school heeft meer dan 1.200 leerlingen en 100 leerkrachten, en is daarmee een van de grootste werkgeefsters in de gehele Samtgemeinde. De school is rond 2010 in opspraak geweest; in het internaatgedeelte, dat tot 1998 bleef bestaan, zouden paters in de periode 1960-1970 enige malen seksueel misbruik van minderjarige leerlingen hebben gepleegd. Strafvervolging n.a.v. deze beschuldigingen is wegens gebrek aan juridisch aanvaardbaar bewijs uitgebleven.
Tot 16 mei 1974 waren de 6 deelgemeenten zelfstandig.

Door de gemeentehervormingen hebben de 6 deelgemeenten zich samengevoegd tot de Samtgemeinde-Lengerich.

## Bezienswaardigheden en evenementen
- De uit 1906 daterende katholieke St. Alexanderkerk te Bawinkel werd in neogotische stijl ontworpen door de Nederlandse architect Alfred Tepe.
- In Langen ligt het Großsteingrab auf dem Radberg, dit hunebed, Sprockhoff-No. 873,  is onderdeel van de Straße der Megalithkultur.
- De evangelisch-gereformeerde kerk te Lengerich
- Raming's Mühle te Lengerich is een in 1711 gebouwde en in 2001 gerenoveerde watermolen in een schilderachtige omgeving. Ook Handrup bezit zo'n oude watermolen (Hesemann's Mühle).
- Het dorpshuis van Wettrup is gevestigd in een zeer grote monumentale vakwerkboerderij
- De gemeente bezit enige natuurreservaten, vooral kleine stukken bos en hoogveen. Het bos ten zuiden van Lengerich is heuvelachtig (uitzichtpunt Windmühlenberg).
- Er zijn enige fietsroutes uitgezet (voorzien van schuilplaatsen voor als het regent) voor degenen, die deze bezienswaardigheden willen bezoeken.

## Galerij

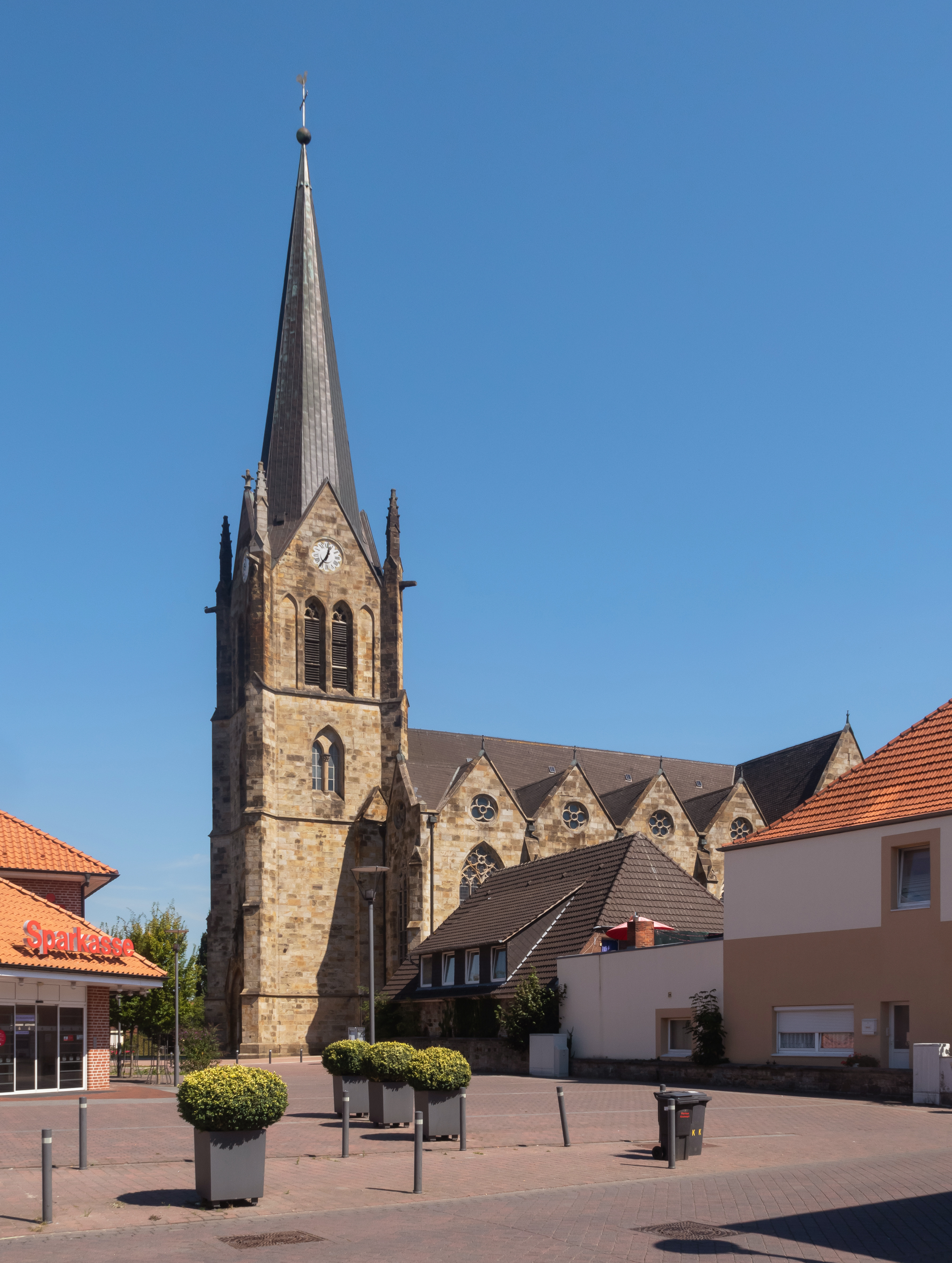
Lengerich, kerk: Sankt Benedict Kirche
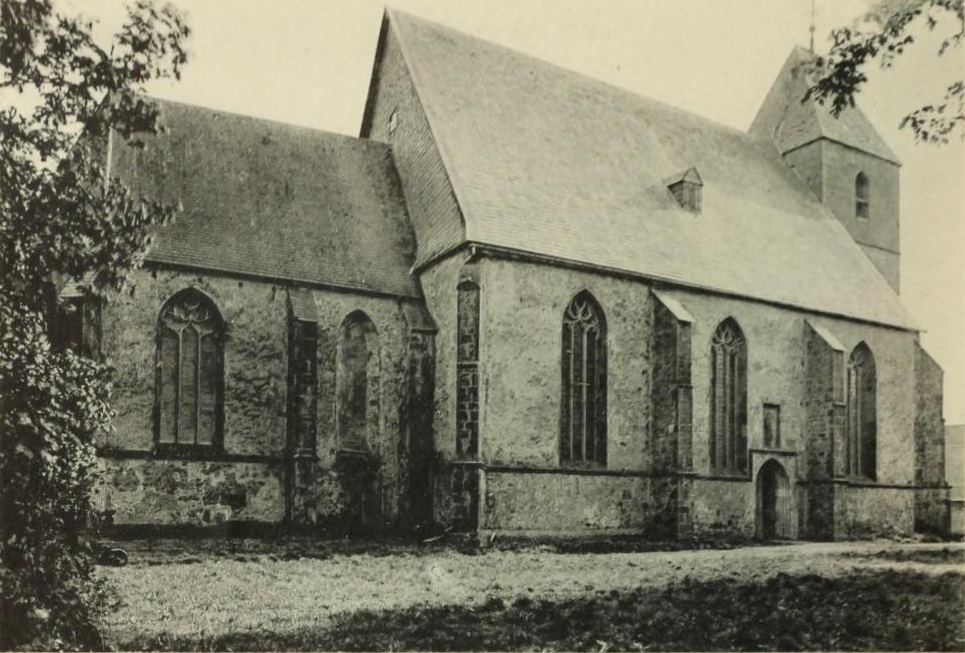
Lengerich, ev.-gereformeerde kerk (1919); de kerk is uiterlijk sindsdien weinig veranderd
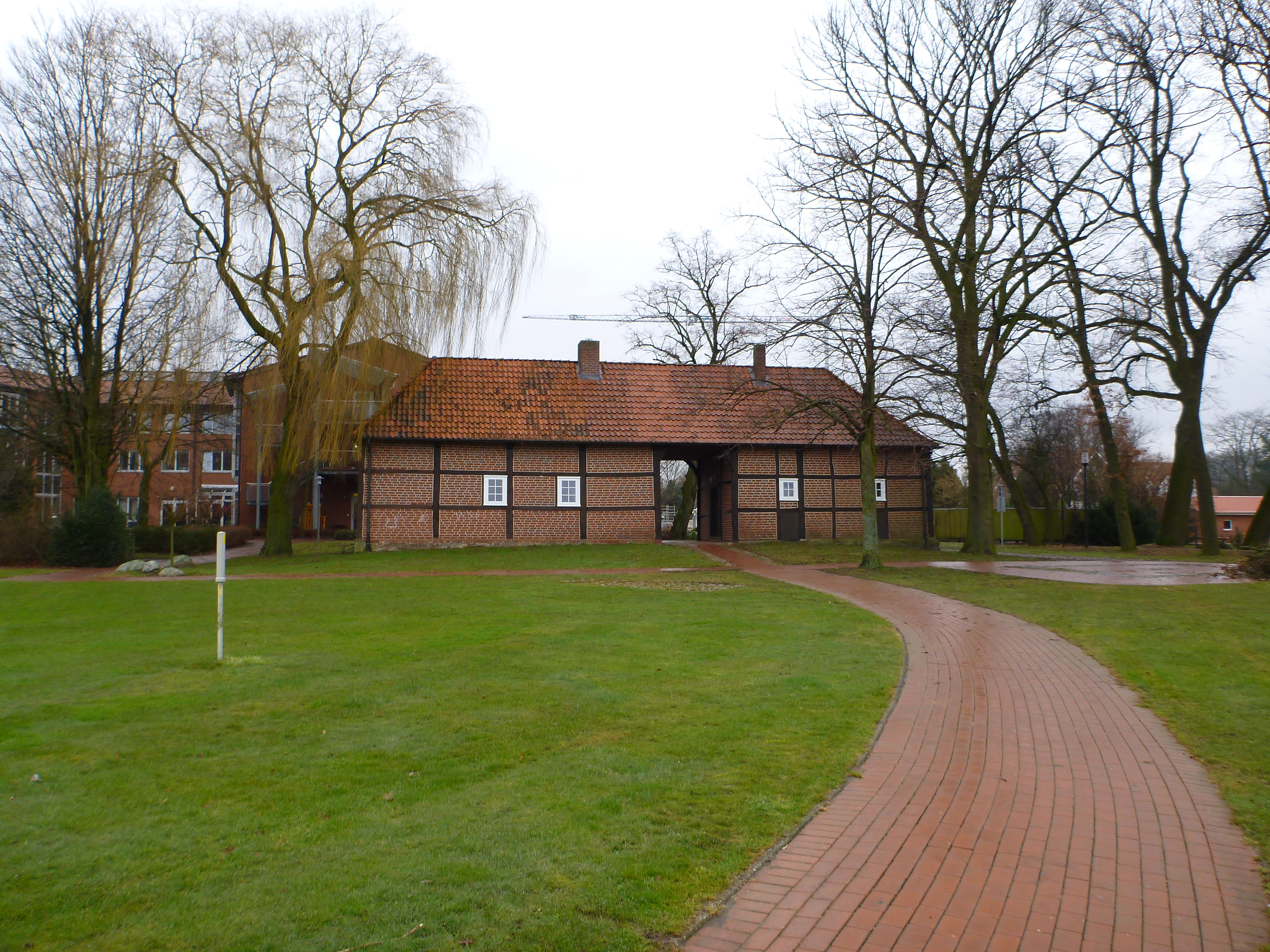
Poorthuis van het vroegere kasteel Lengerich in het park te Lengerich
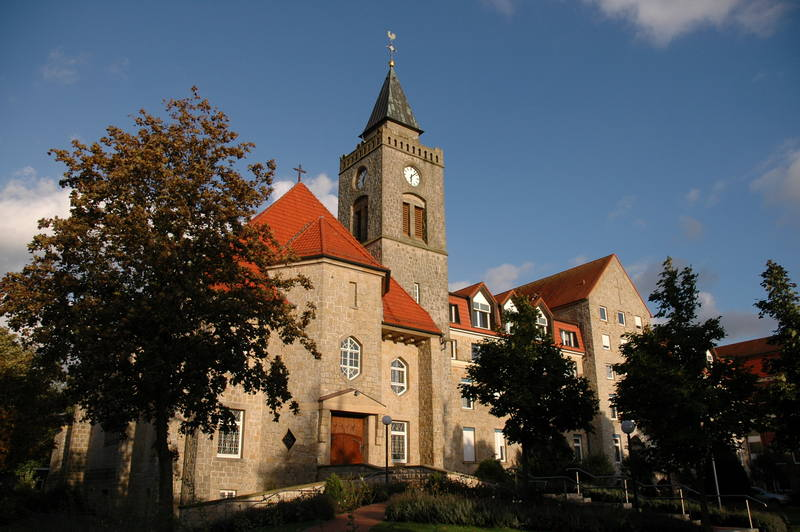
Handrup, kerk-, klooster- en gymnasiumcomplex
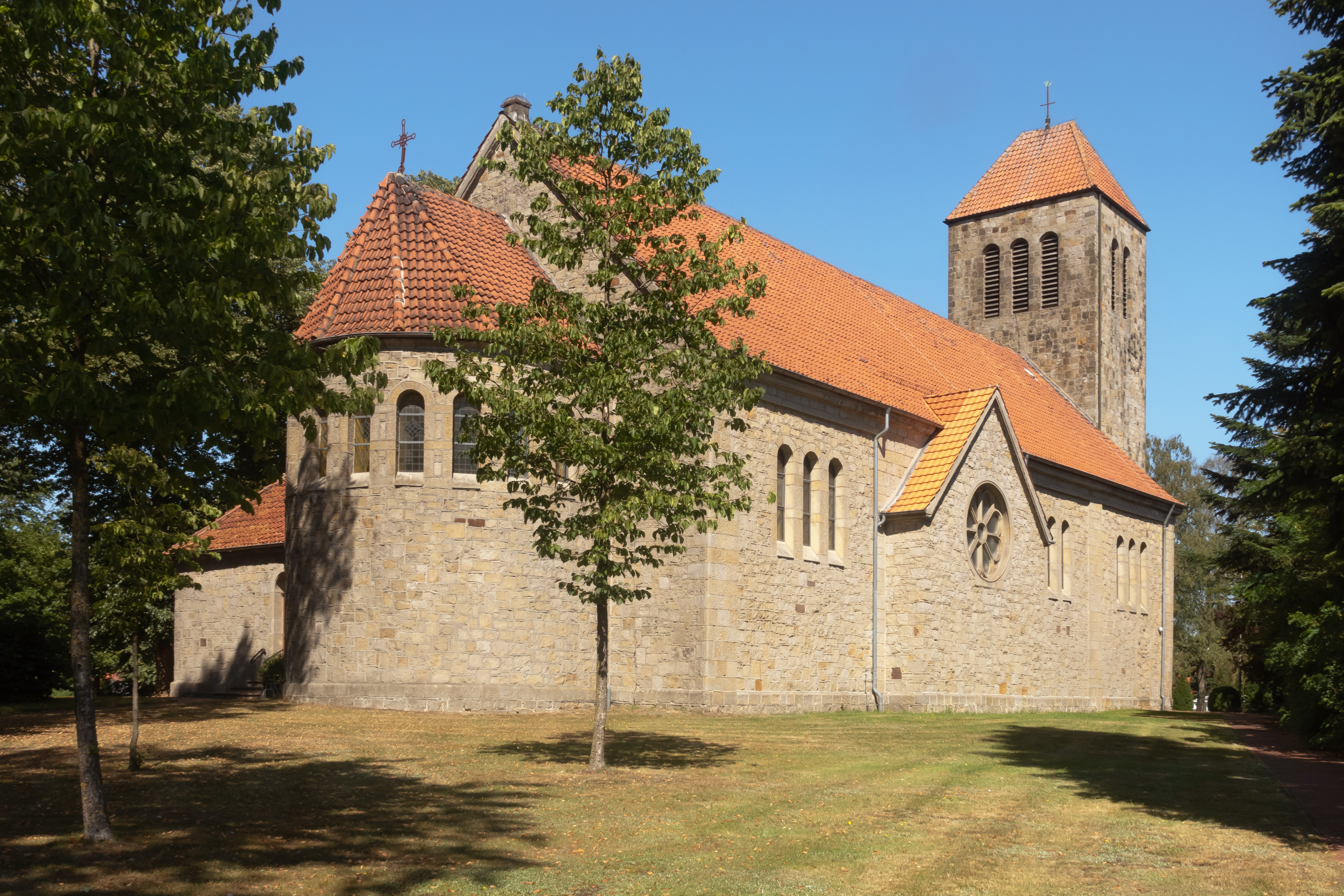
Gersten, kerk: Herz Jesu Kirche
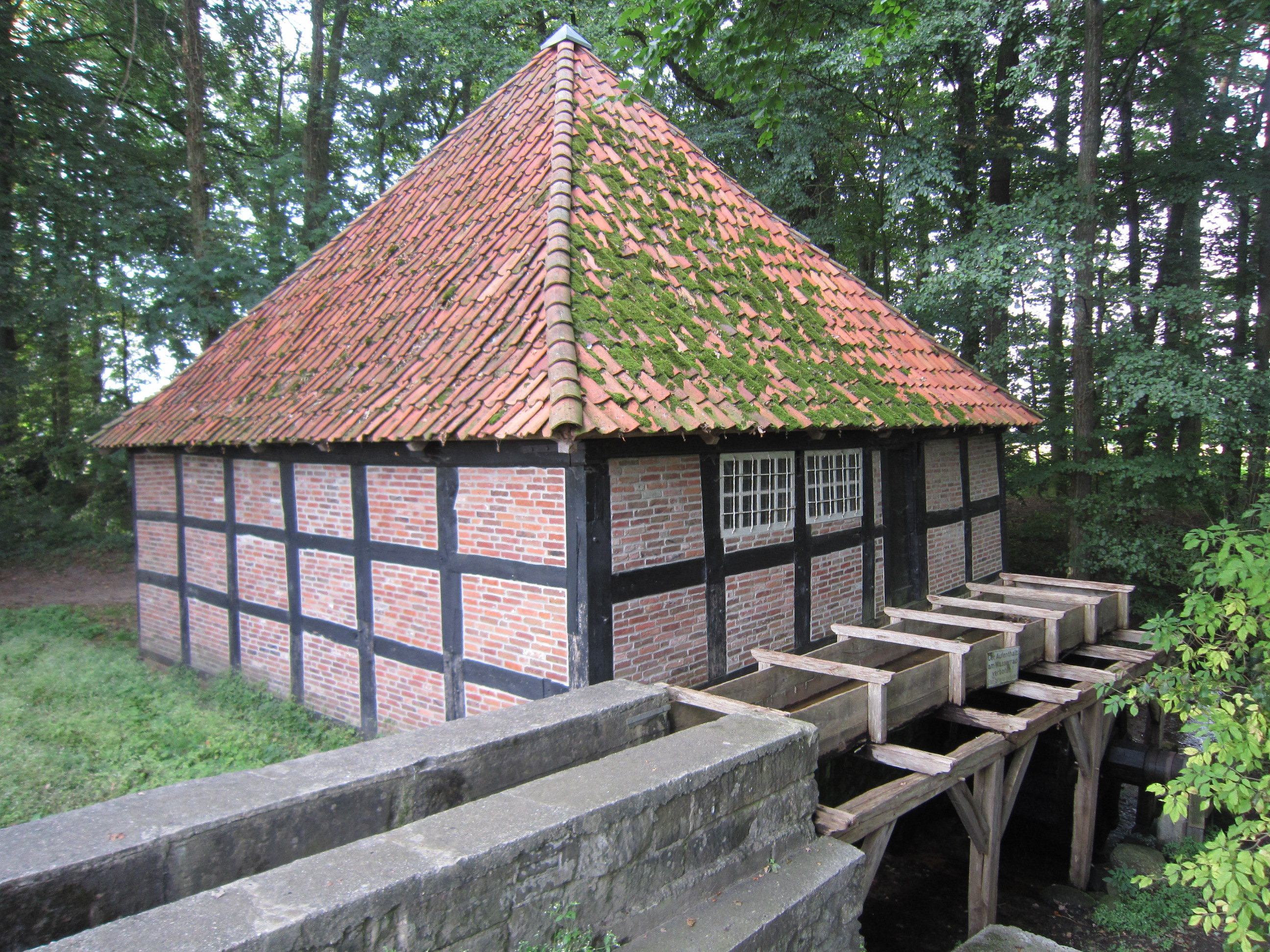
Ramings Mühle
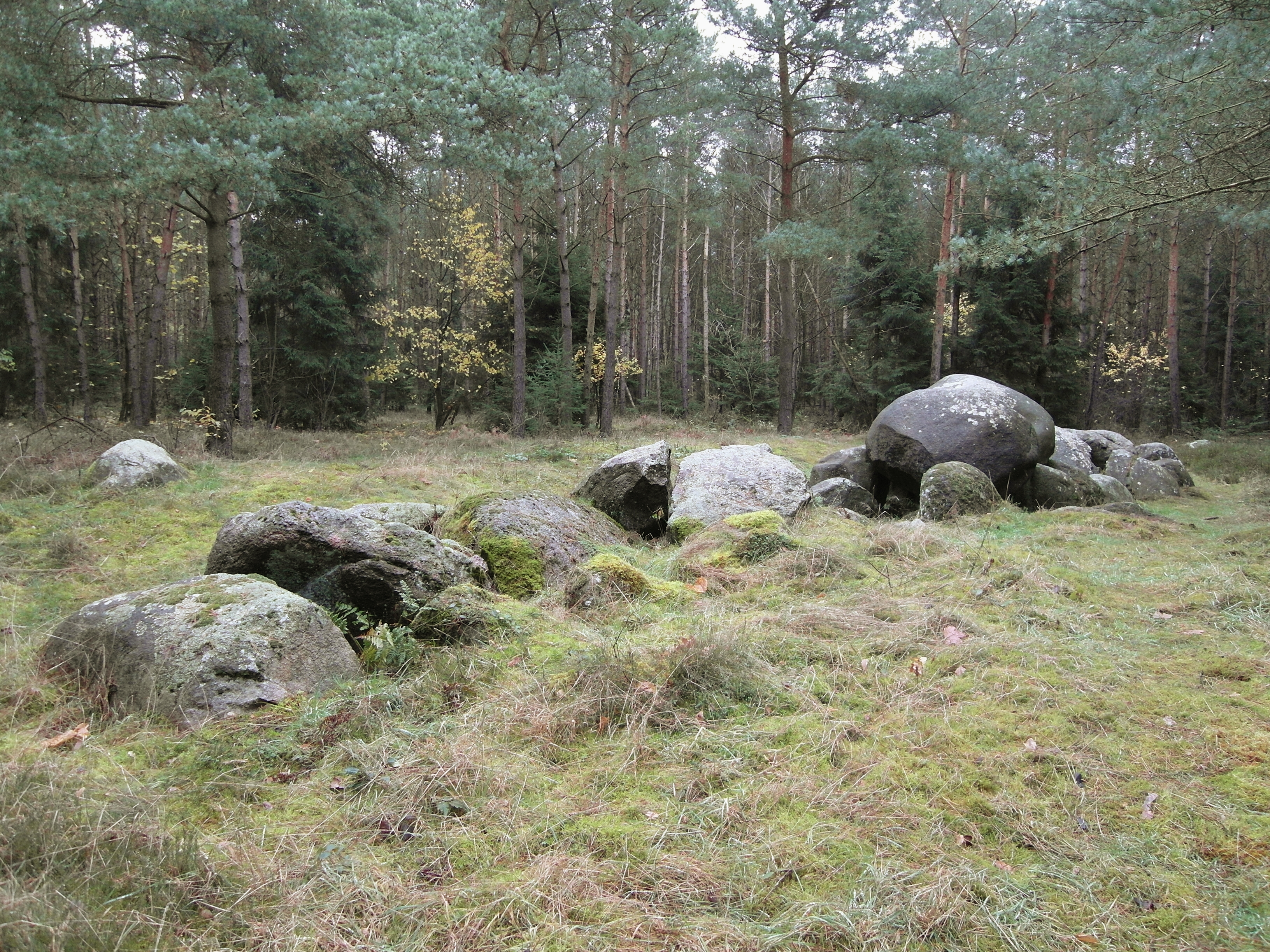
Großsteingrab auf dem Radberg
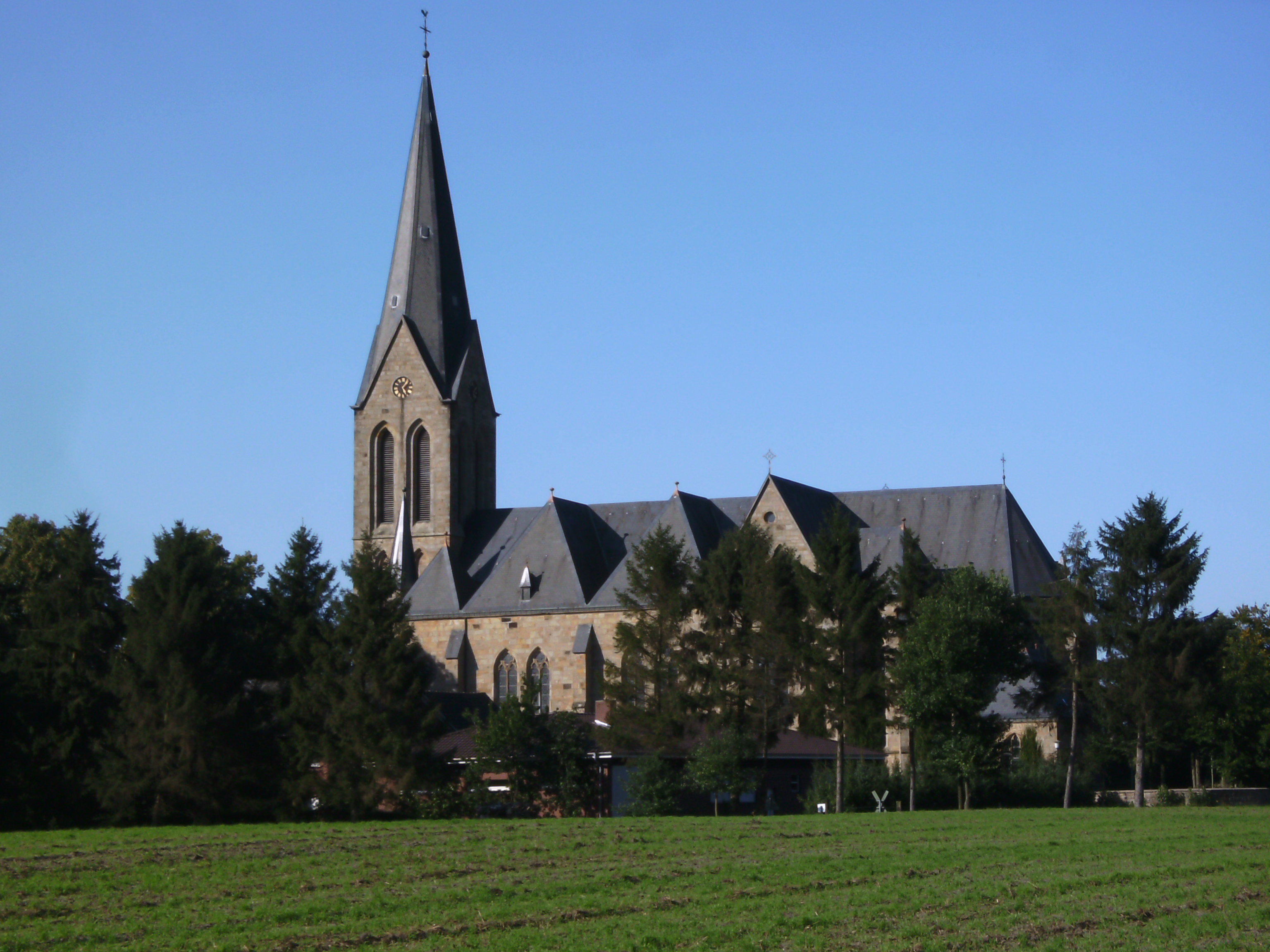
Bawinkel, St. Alexanderkerk
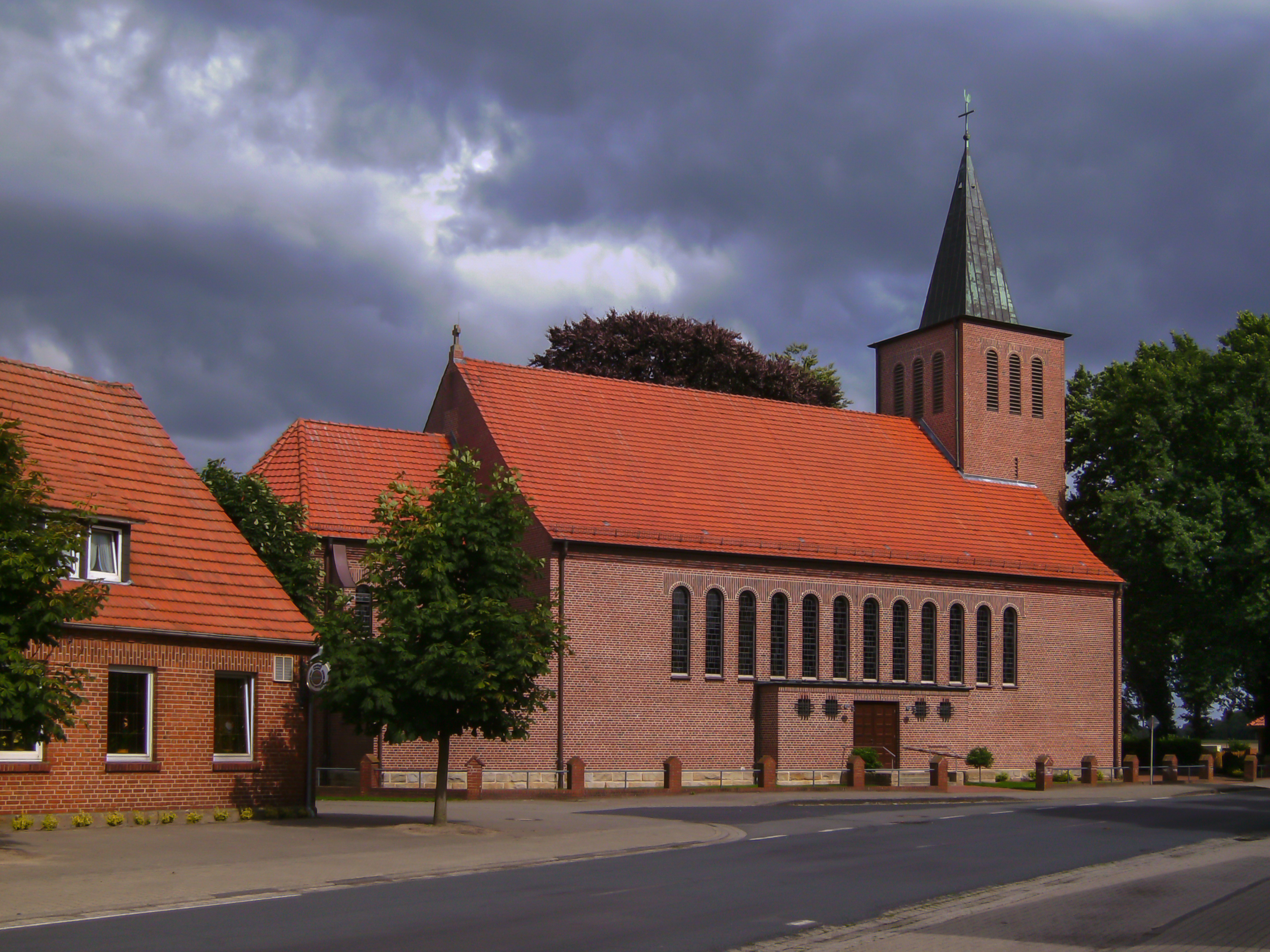
Wettrup, kerk